# اللجنة المشتركة للمنطقة الاقتصادية الأوروبية
اللجنة المشتركة للمنطقة الاقتصادية الأوروبية (بالإنجليزية: European Economic Area Joint Committee)‏ هي مؤسسة في المنطقة الاقتصادية الأوروبية.
تتكون اللجنة من ممثلي آيسلندا والنرويج وليختنشتاين والدول الأعضاء في الاتحاد الأوروبي والمفوضية الأوروبية.
الوظيفة الرئيسية للجنة هو المصادقة على تطبيق توجيهات الاتحاد الأوروبي في الدول الثلاثة الأعضاء في المنطقة الاقتصادية الأوروبية لكنها ليست منظمة للاتحاد الأوروبي.